# Audrain County
Audrain County is een county in de Amerikaanse staat Missouri.
De county heeft een landoppervlakte van 1.795 km² en telt 25.853 inwoners (volkstelling 2000). De hoofdplaats is Mexico.

## Bevolkingsontwikkeling

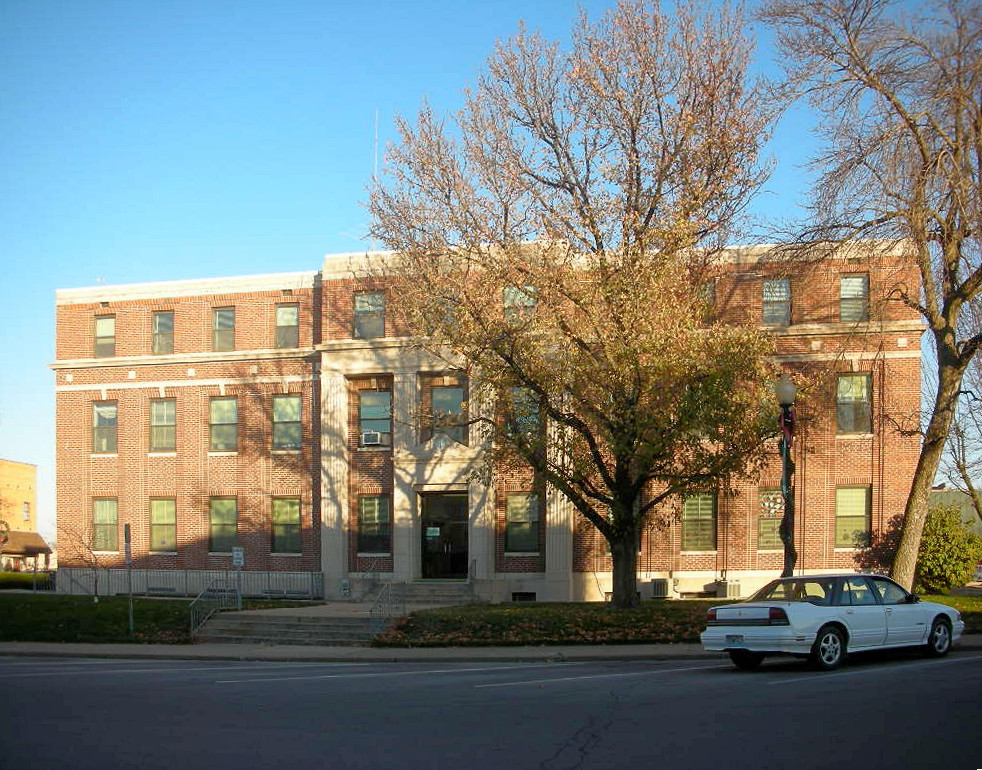
Audrain County Courthouse